# Hillingdon
Hillingdon est la ville située le plus à l'ouest du borough londonien de Hillingdon. Elle se trouve 22 kilomètres environ à l'ouest de Charing Cross.

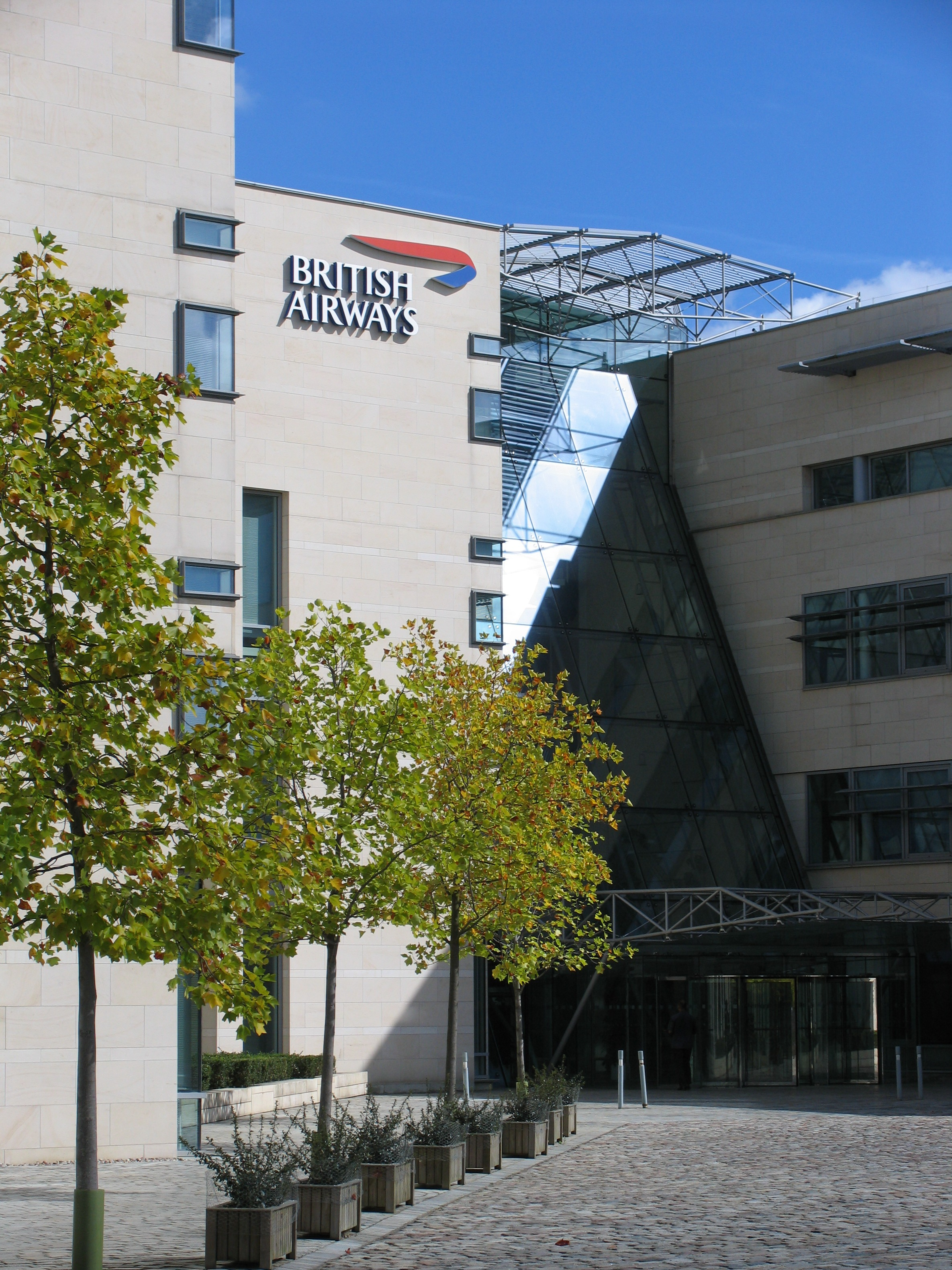
Waterside, le siège de British Airways.

Endroits les plus proches :
- Cowley
- Village d'Ickenham
- Uxbridge
- Ville de Hayes

Station de métro la plus proche :
- Station de métro d'Hillingdon

## Personnalités liées à la commune
- Lynne Frederick, actrice, née à Hillingdon ;
- Michael Anderson Jr., acteur, né à Hillingdon ;
- Jane Seymour, actrice, née à Hillingdon ;
- Ray Wilkins, footballeur, né à Hillingdon ;
- Neil Shipperley, footballeur, a grandi à Hillingdon.
- Ron Wood, musicien (guitariste des Rolling Stones), né à Hillingdon.
- Don Thompson (1933-2006), champion olympique de marche athlétique, né à Hillingdon.
- Lenina Crowne, actrice pornographique et escort-girl, née à Hillingdon.